# Баянлиг
Баянлиг (монг.: Баянлиг) сомон в Баянхонгорському аймаці Монголії. Територія 12 тис. км²., населення 3,9 тис. чол.. Центр – селище Хатансуудал розташовано на відстані 711 км від Улан-Батора, 224 км від Баянхонгора. Школа, лікарня, культурний та торговельно-обслуговуючий центри.

## Клімат
Клімат різкоконтинентальний. Середня температура січня -20-25 градусів, липня +12-15 градусів, щорічна норма опадів 400 мм

## Рельєф
Гори Адар (2595 м), Елегтег, Борлог, Уут, Хух Хужир вкриті вічними снігами. По території сомону протікають річки Белтес (з 10-ти метровим водоспадом), Делгер, Хайс, Агар, Харгана, Борлог, Адар, Тоом та інші. Є прісноводні озера Хар-нуур, Хон.

## Корисні копалини
Є родовища золота, міді, мармуру, вапняку.

## Тваринний світ
Водяться олені, ведмеді, кабани, соболі, рисі, вивірки, лисиці.

## Сільське господарство
Вирощують ячмінь та кормові рослини, розвинуте землеробство. Станом на 2007 рік в аймаку було 160 тисяч голів худоби.